# Децизионизм
Децизионизм (нем. Dezisionismus) ― политическое, этическое и юридическое учение, которое утверждает, что моральные или правовые предписания являются результатом решений, принимаемых политическими акторами. При этом обоснованность решения заключается не столько в его содержании, сколько в том, что оно было принято соответствующим органом власти в надлежащем порядке. 
Учение децизионизма было предложено немецким правоведом Карлом Шмиттом. Шмитт считал, что не фактические предписания закона определяют его обоснованность, а скорее тот факт, что он был превращен в закон соответствующими властями. Позже, когда Шмитт стал членом НСДАП, он использовал децизионизм как способ оправдания нацистской политики. Ему приписывается высказывание «Фюрер создал право, фюрер защищает право». 